# SV Viktoria Goch
SV Viktoria Goch is een Duitse voetbalclub uit Goch.
De club werd in 1912 opgericht en speelt in de clubkleuren rood en zwart. In 2016 degradeerde de club uit de Landesliga Niederrhein, de zesde klasse. 
De club heeft ook een atletiekafdeling.

## Bekende (oud-)trainers
- Leo Beerendonk